# Placosaris auranticilialis
Placosaris auranticilialis là một loài bướm đêm trong họ Crambidae.